# Vecseklő
Vecseklő (szlovákul Večelkov) község Szlovákiában, a Besztercebányai kerület Rimaszombati járásában.

## Fekvése
Rimaszombattól 40 km-re délre, Fülektől 21 km-re délkeletre található.

## Története
A falu valószínűleg a 13. században keletkezett, de csak a 16. században bukkant fel először az írott forrásokban. Első írásos említése 1548-ban "Weczeklew" alakban történt. Története során több nemesi család birtokolta. 1715-ben 9, 1720-ban 15 adózó háztartása volt. Lakói mezőgazdasággal és állattartással foglalkoztak. 1828-ban 25 házában 270 lakos élt. A 19. századtól határában kőszénbánya működött, lakói közül sokan itt és a környező ipari üzemekben dolgoztak.
Vályi András szerint "VECSEGLŐ. Elegyes falu Nógrád Várm. földes Urai több Urak, lakosai külömbfélék, fekszik Egyházas Básthoz nem meszsze, mellynek filiája; határja közép termékenységű, réttye, legelője meglehetős."
Fényes Elek szerint "Vecselkő, Nógrád m. magyar falu, 299 kath. lak. Határa a Medves hegyekre kiterjed. F. u. Boldogházy, Kiss és Csoma örökösök. Ut. p. Rimaszombat."
Nógrád vármegye monográfiája szerint "Vecseklő. A vármegye gömöri határszélén fekvő magyar kisközség. Van 66 háza és 426 róm. kath. lakosa. Postája Czered, távírója és vasúti állomása Ajnácskő. E községről a 16. század elejétől kezdve vannak adataink. 1548-ban Bebek Ferenez, 1598-ban Bassó Péter volt a földesura. 1715-ben kilencz és 1720-ban 15 magyar háztartását írták össze. 1770-ben Kiss József, Csoma Zsigmond és Gelényi István voltak az urai, 1826-ban a Csoma család örökösei és Boldogházi Kiss József, később, 1905-ig a báró Jósika család volt itt birtokos, jelenleg pedig a Salgótarjáni Vasgyár Részvénytársaság, Kobelrauch Gyula és a zagyvarónai úrbéresek. 1891-ben az egész község leégett. A határban kőszénbánya van. A községhez tartozik Erdészlak-telep és Nyirjes-puszta."
A trianoni békeszerződésig Nógrád vármegye Füleki járásához tartozott. 1938 és 1944 között újra Magyarország része volt.

## Népessége
| Év:            | 1994. | 2004.    | 2014.    | 2024.   |
| -------------- | ----- | -------- | -------- | ------- |
| Emberek száma: | 347   | 289      | 244      | 221     |
| Eltérés:       |       | -16,71 % | -15,57 % | -9,42 % |

| Év:            | 2023. | 2024.   |
| -------------- | ----- | ------- |
| Emberek száma: | 214   | 221     |
| Eltérés:       |       | +3,27 % |

1880-ban 324 lakosából 297 magyar és 8 szlovák anyanyelvű volt.
1890-ben 331 lakosa mind magyar anyanyelvű volt.
1900-ban 426 lakosából 422 magyar és 3 szlovák anyanyelvű volt.
1910-ben 478 lakosából 477 magyar és 1 szlovák anyanyelvű volt.
1921-ben 504 lakosából 488 magyar, 15 csehszlovák és 1 német volt. Ebből 491 római katolikus, 8 izraelita, 2 evangélikus és 3 egyéb vallású volt.
1930-ban 506 lakosából 402 magyar, 5 zsidó, 3 csehszlovák, 45 egyéb nemzetiségű és 51 állampolgárság nélküli volt. Ebből 496 római katolikus, 5 izraelita és 5 egyéb vallású volt.
1941-ben 562 lakosából 501 magyar volt, minden lakosa magyar anyanyelvű volt.
1991-ben 361 lakosából 353 magyar és 8 szlovák volt.
2001-ben 298 lakosából 285 magyar és 11 szlovák volt.
2011-ben 256 lakosából 228 magyar, 20 szlovák, 2 cseh és 6 ismeretlen nemzetiségű.
2021-ben 231 lakosából 189 magyar (81,8%), 33 szlovák, 3 cigány, 2 cseh, 22 ismeretlen nemzetiségű.

## Nevezetességei

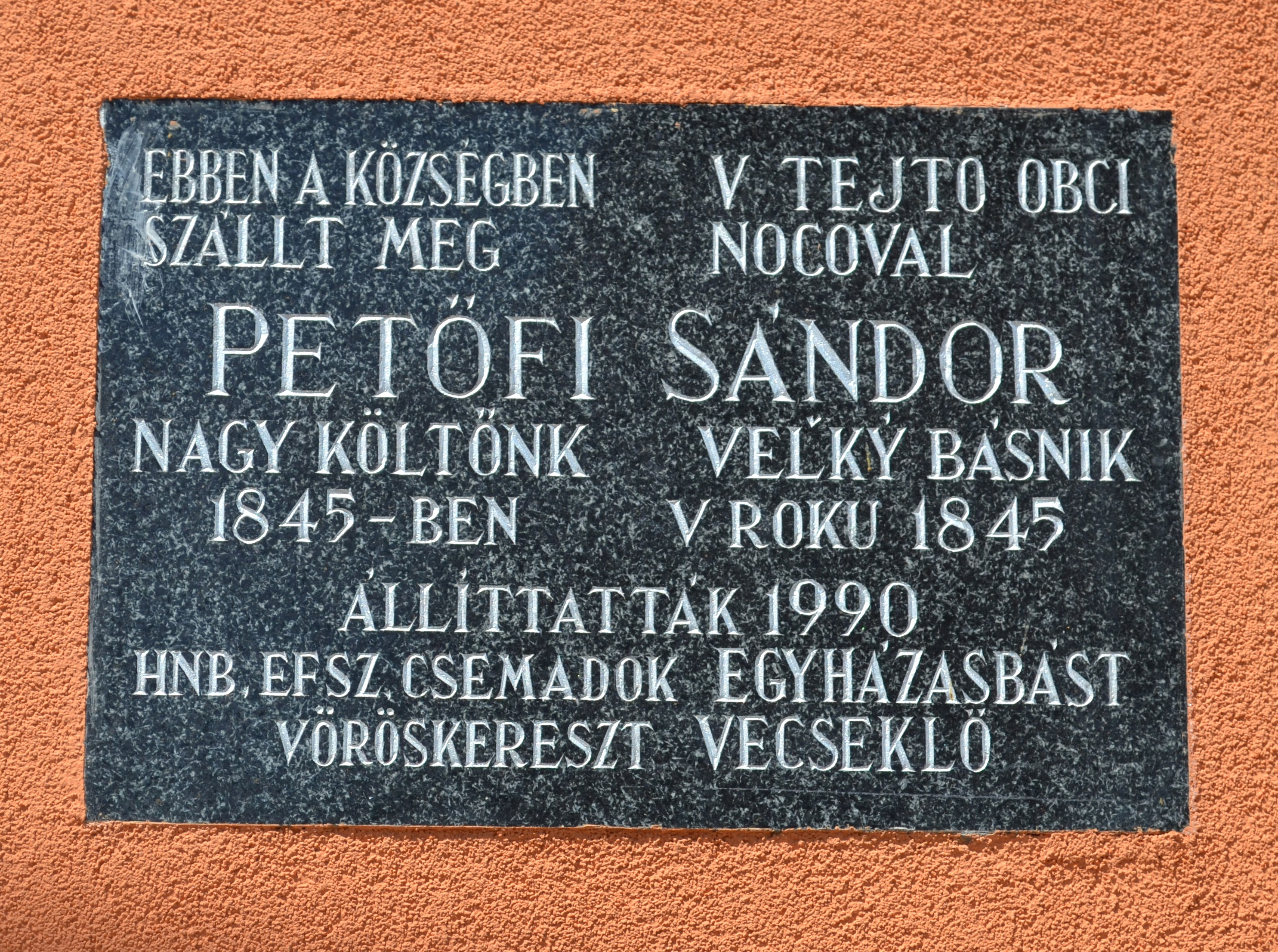

- A Juhász család házában szállt meg Petőfi 1845-ben itteni utazása során. A kertben állt sokáig (2006 őszén vágták ki) az a vén körtefa, ahova a hagyomány szerint barátaival lepihent. 1990-ben márvány emléktáblát helyeztek el a kultúrház falán, 2006. november 25-én pedig felavatták a költő vörösmárvány alapzaton elhelyezett mellszobrát, Mag Gyula szobrászművész alkotását.[7]

## Külső hivatkozások
- E-obce.sk Archiválva 2007. december 8-i dátummal a Wayback Machine-ben
- Községinfó[halott link]
- Vecseklő Szlovákia térképén
- E-obec.sk
- A község a régió turisztikai honlapján